# John Wark
John Wark (Glasgow, 1957. augusztus 4. –) skót válogatott labdarúgó. 

## Pályafutása

### Klubcsapatban
Glasgowban született. Pályafutása nagy részét az Ipswich Town csapatánál töltötte. Első időszakában 1975 és 1984 között volt a klub játékosa, mellyel 1978-ban FA-kupát, 1981-ben UEFA-kupát nyert. 1984 és 1988 között a Liverpoolban játszott, melynek tagjaként 1984-ben és 1986-ban angol bajnoki címet szerzett. 1988-ban visszatért az Ipswich Town együtteséhez, ahol újabb két évet töltött. Az 1990–91-es szezonban a Middlesbroughban szerepelt. 1991-ben harmadszorra is Ipswich Town játékosa lett. 1997-ben vonult vissza az aktív játéktól.   

### A válogatottban
1979 és 1984 között 29 alkalommal szerepelt a skót válogatottban és 7 gólt szerzett. 1979. május 19-én egy Wales elleni mérkőzésen mutatkozott be. Részt vett az 1982-es világbajnokságon, ahol az Új-Zéland elleni csoportmérkőzésen két gólt szerzett. Brazília és a Szovjetunió ellen szintén kezdőként lépett pályára.

## Sikerei, díjai
Ipswich Town
- Angol másodosztályú bajnok (1): 1991–92
- Angol kupagyőztes (1): 1977–78
- UEFA-kupa győztes (1): 1980–81

Liverpool FC
- Angol bajnok (1): 1983–84, 1985–86
- Angol szuperkupagyőztes (1): 1986 (megosztva)

Egyéni
- Az UEFA-kupa gólkirálya (1): 1980–81 (14 góllal)